# NGC 2191
NGC 2191 је спирална галаксија у сазвежђу Прамац која се налази на NGC листи објеката дубоког неба.
Деклинација објекта је - 52° 30' 44" а ректасцензија 6h 8m 23,7s. Привидна величина (магнитуда) објекта NGC 2191 износи 11,4 а фотографска магнитуда 12,4. NGC 2191 је још познат и под ознакама ESO 160-14, PGC 18464.